# Nancy Voorhees
Pour les articles homonymes, voir Voorhees.
Nancy Voorhees (née le 4 janvier 1906 et morte en juin 1988) est une athlète américaine, spécialiste du saut en hauteur. 

## Biographie
Elle est la première détentrice du record du monde du saut en hauteur avec un saut à 1,46 m, effectué le 20 mai 1922 à Simsbury. Ce record du monde est battu en 1923 par sa compatriote Elizabeth Stine.
Elle remporte le titre du saut en hauteur lors des premiers Jeux mondiaux féminins, en 1922 à Paris, terminant ex-æquo avec la Britannique Hilda Hatt (en),.